# Precis coelestina
Precis coelestina är en fjärilsart som beskrevs av Herman Dewitz 1879. Precis coelestina ingår i släktet Precis och familjen praktfjärilar. Inga underarter finns listade i Catalogue of Life.